# TV-Lift

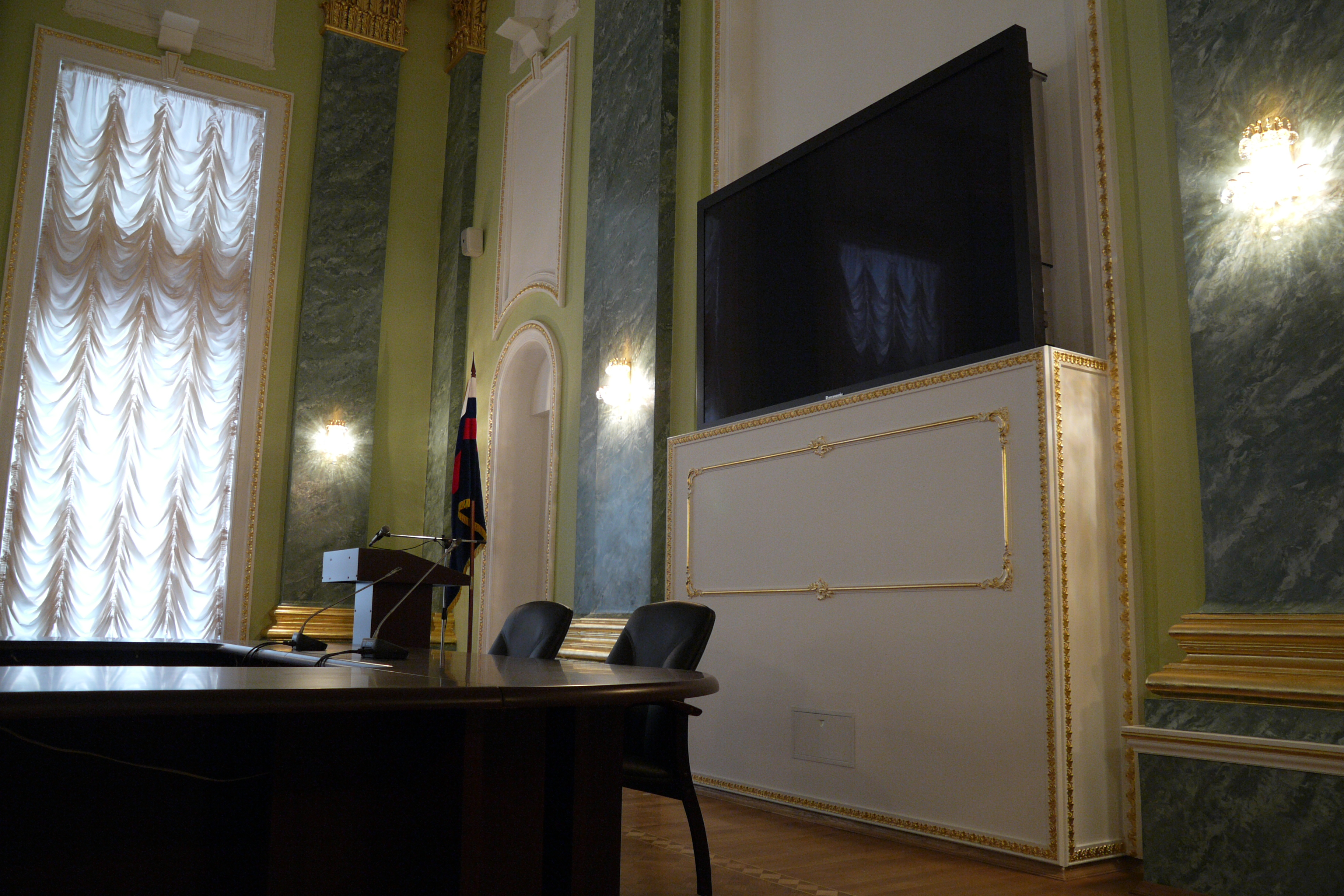
Vertikaler Pop-Up-TV-Lift

Ein Television-Lift, kurz TV-Lift, Fernsehlift oder auch TV-Hebesystem genannt, ist eine Anlage, mit deren Hilfe Fernsehgeräte in vertikaler oder horizontaler Richtung aus Möbeln, Raumdecken oder Zwischenwänden elektrisch herausgefahren werden können. Hauptgrund für die Verwendung eines TV-Liftsystems ist die Integration eines Fernsehgerätes in das vorhandene Raumdesign, ohne dass der Fernseher dieses stört. TV-Lifte gelten entsprechend der mit ihnen verbundenen hohen Gesamtprojektkosten als Luxusprodukt und finden sich entsprechend vor allem in Wohnungen des gehobeneren Standards, Konferenzräumen, Privatjets oder Yachten.

## Geschichte

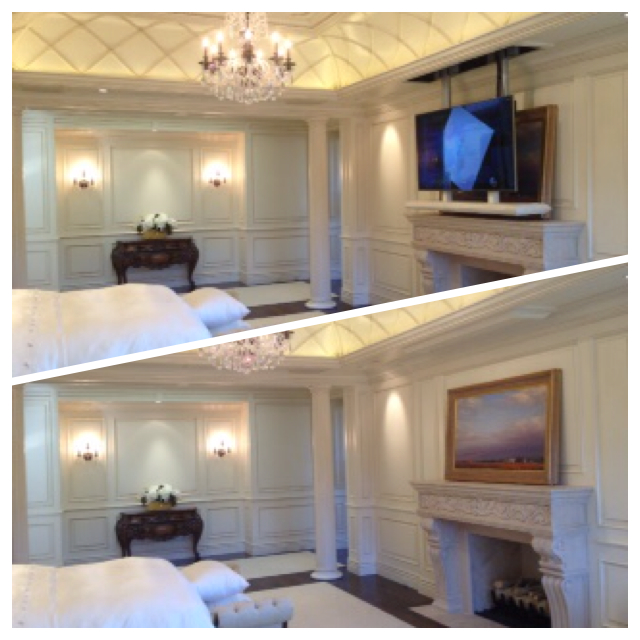
Vertikaler Pop-Down-Lift

Die ersten TV-Lifte kamen Anfang der 1950er-Jahre in den USA auf den Markt. Bedingt durch die damaligen Röhrenfernsehgeräte waren dies meist sehr große, klobige Konstruktionen, die einiges an Einbauplatz benötigten. Anfangs gab es hauptsächlich TV-Lifte, welche den Röhrenfernseher vertikal aus einem Möbel oder aus einem Raumtrenner heraus nach oben gehoben haben. Vertikale Deckenlifte kamen erst Mitte der 1970er-Jahre zum Einsatz, da die Fernsehindustrie in dieser Zeit den Röhrenfernseher flacher und leichter produzierte. Anfang des Jahres 2000, mit der Einführung von Plasmabildschirmen, kamen weniger klobige Systeme auf den Markt, beispielsweise unter dem Markenname Flatlift. Nachdem die leichteren LED-Fernseher die Plasma-Flachbildschirmtechnik im Jahr 2011 ablösten, konnte die Technik noch einmal vereinfacht werden.

## Bauarten und Bauformen von TV-Lift-Geräten

TV-Deckenlift

Die nachfolgend genannten Systeme haben in aller Regel gemein, dass der Fernseher zumeist per Vesa-Halterungsstandard an oder in ihnen montiert wird. Für abweichende Standards gibt es Adapter. Des Weiteren ist eine Kombination aus den folgenden Geräten mit unterschiedlichen Deckelklappenlösungen in den meisten Fällen als Sonderbau machbar. Bei einigen Herstellern lassen sich Ausfahrgeschwindigkeit und Endposition des Fernsehers programmieren.

### Pop-Up

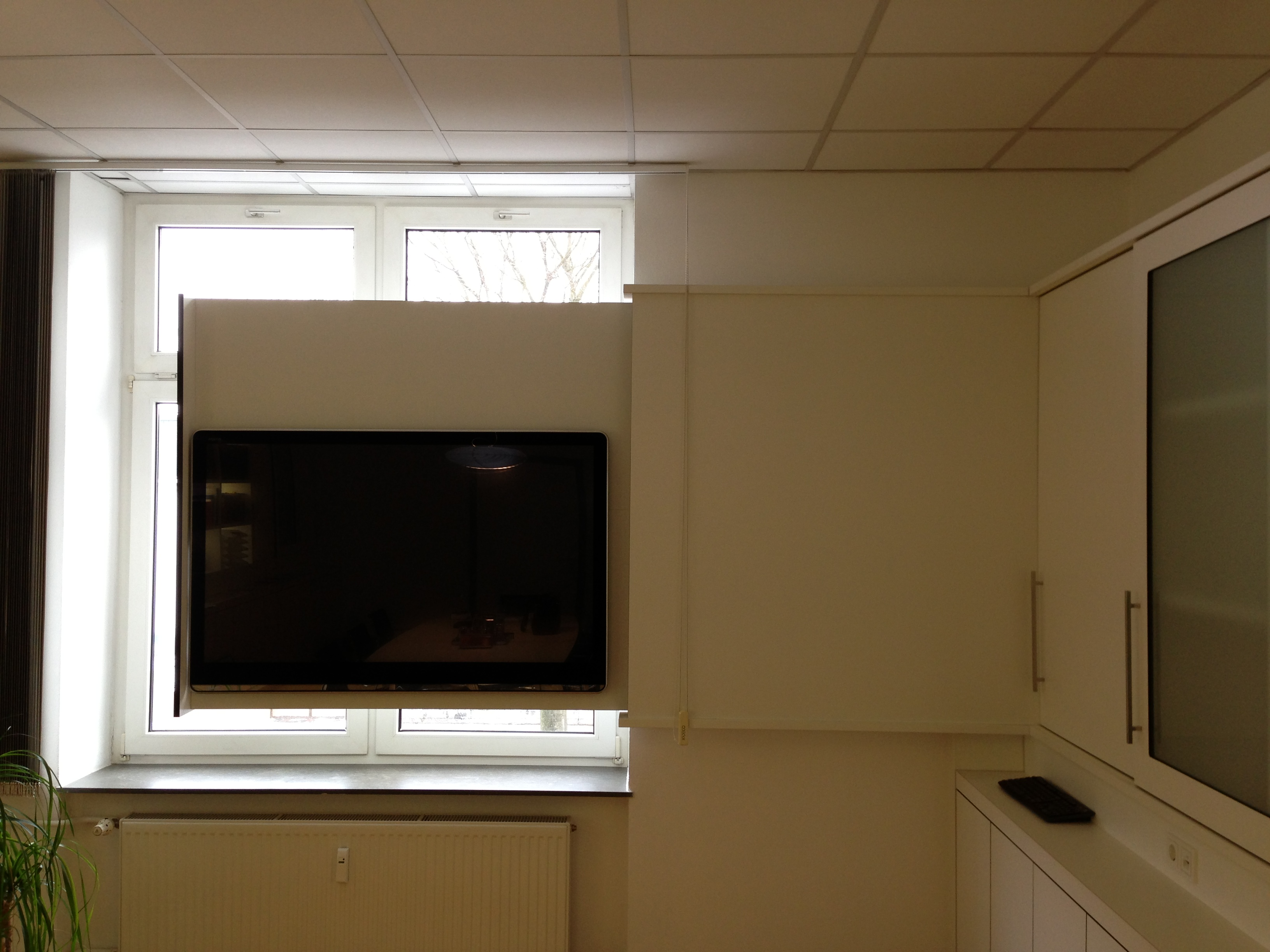
Seitlich verfahrender TV-Lift

TV-Liftsysteme gibt es in unterschiedlichsten Bauformen. Die meist genutzte Bauform im Bereich des vertikalen Verfahrens ist eine mehrteilige Röhre, die, mit innenliegenden Spindeln und Elektromotoren angetrieben, auseinandergedrückt nach oben verfährt. Durch das Auseinanderfahren der einzelnen Röhren verändert der TV dann seine Position. Die meist mittig verlaufende, aufrecht stehende Röhre, ist am Boden mit einem Standfuß ausgerüstet, der eine stabile Befestigung im Einbauobjekt gewährleistet.
Abhängig vom Hersteller gibt es für vertikale TV-Lift-Applikationen auch noch die U-Bauweise. Bei dieser fährt eine Plattform den Fernseher über einen Rohrmotor nach oben aus dem Möbel heraus. Diese Bauweise gilt mittlerweile als überholt.

### Pop-Down

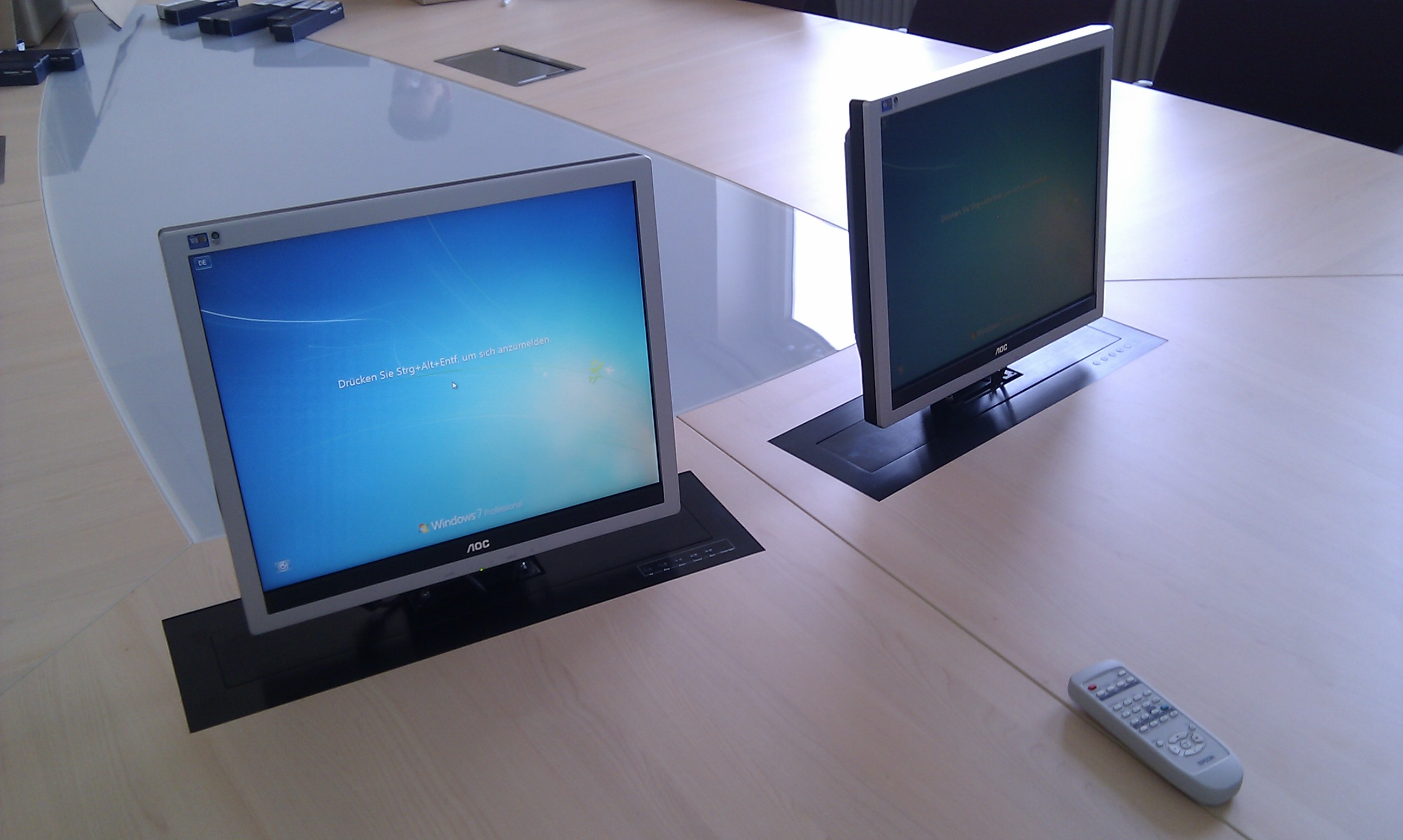
Monitorliftsystem

Bei den umgekehrt funktionierenden, vertikal absenkbaren TV-Deckenliftsystemen ist die Bauart optisch ähnlich wie bei Hebesystemen, es werden allerdings Bauteile verwendet, die auf Zug-Beanspruchung ausgerichtet sind. Diese sind weitaus kostspieliger als Komponenten für die Druck-Applikation, da sie größere Haltekräfte aufnehmen müssen.
Die Deckellösung wird kongruent zu den Pop-Up-TV-Liftsystemen realisiert, lediglich in umgekehrter Richtung.

### Deckenlift

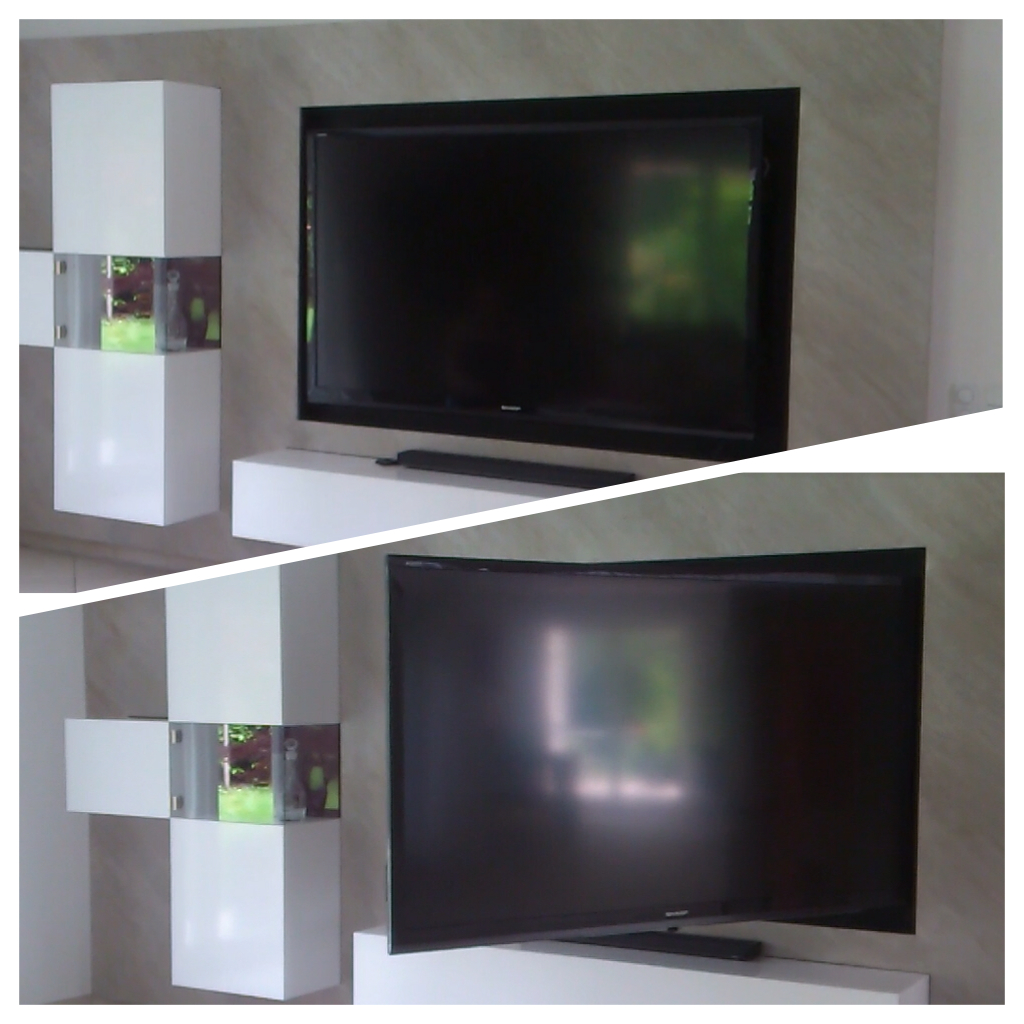
85-Zoll-TV-Schwenksystem

Bei dieser Art von TV-Lift liegt der TV mit dem Display nach oben in der Zwischendecke und ist von unten aus dem Raum nicht sichtbar, da vollkommen in der Zwischendecke integriert. Betätigt der Nutzer die Fernbedienung, klappt der Fernseher um 90° oder mehr nach unten aus. Bei einigen Deckenliftsystemen kann das Gerät zusätzlich um eine gewisse Höhe abgesenkt oder mittig in den Raum gedreht werden.
Der Aufbau besteht meist aus einem Aluminiumrahmen, an dessen innerer Seite zwei Motoren befestigt sind, die eine innere Klappe mit dem Fernseher halten und diesen nach unten ausschwenken lassen können. Auch gibt es Modelle, die aus einem aus verpulvertem Stahl bestehenden Kasten gefertigt sind. Bei diesen ist jeweils seitlich, und außerhalb der Klappe, ein Getriebemotor angeflanscht, der dann über eine Welle die Klappe mit dem TV-Gerät bewegt.

### Liftsystem mit seitlicher Ausfahrung
Seitlich ausfahrbare TV-Lift werden meist in Möbelschränke oder Zwischenwände verbaut. Mittels einer oder mehrerer Schienen und Antriebe ist es möglich, den TV seitlich aus dem Möbel oder der Wand auszufahren. Einige Hersteller fertigen im Sonderbau auch noch eine Drehung im ausgefahrenen Zustand mit dazu. So kann der TV seitlich aus dem Schrank herausfahren und anschließend in eine Richtung im Raum geschwenkt werden, was eine freie Wahl der Sitzordnung und Sitzrichtung ermöglicht.

### Monitorlift
Der Aufbau eines Monitorliftsystems ist weitgehend ähnlich dem des vertikalen Pop-Up-TV-Liftsystems, nur dass die Motormimik und die Elektrik in einem Blechmodul eingebaut ist. Das System ist für kleinere PC-Monitorgrößen gedacht. Sie werden hauptsächlich in Konferenztischen verbaut, um Platz zu sparen. Die Monitorliftsysteme werden von oben in einen Tischausschnitt, der von einem Schreiner oder Tischler gefertigt wird, eingelassen und von unten nochmals mittels Verschraubung am Tisch fixiert. Oftmals ist der obere Teil des Monitorliftsystems eine Deckelplatte aus gebürstetem Edelstahl. Auf Knopfdruck klappt dann ein Deckelausschnitt nach innen in den Monitorlift und gibt den Weg für den Monitor frei. Dieser fährt automatisch nach oben aus und ist in seiner Endposition noch elektrisch neigbar. Einige Hersteller fertigen den Monitorlift mit fest eingebauten Displays. Monitorliftsysteme gibt es in verschiedenen Größen von 15 Zoll bis 42 Zoll.

### Wandpaneel-Liftsystem
Bei einem automatisch wechselnden Wandpaneel gibt es die unterschiedlichsten Ausführungen. Einige werden mittels Führungsschienen und Seilzügen realisiert, andere Systeme verfahren mit Nuten und Riemen. Grundsätzlich wird trotz der unterschiedlichsten Ausführungen bei allen Systemen das Gleiche erreicht. Ein TV wartet hinter einem Wandpaneel, das bündig zur eigentlichen Wand ist. Auf Knopfdruck verfährt das Wandpaneel nach innen und wird dann zusätzlich, abhängig vom Einbauplatz, automatisch angehoben oder abgesenkt und gibt somit den Platz für den TV frei. Der TV fährt dann anstelle des Wandpaneels vor, bis er bündig mit der eigentlichen Wand ist. Bei Sonderbauten kann der TV zusätzlich noch in verschiedene Richtungen gedreht oder geschwenkt werden.

### Bild-Liftsystem
Das Bild-Liftsystem ist meist aus einem Aluminiumrahmen gefertigt. Es verdeckt den in einer Wandnische installierten Fernseher. Es gibt Bild-Liftsysteme in unterschiedlichen Größen für unterschiedlich große Bilder. Bei professionellen Bild-Liftsystemen kann der hintere Bilderrahmen eines Bildes auf den Aluminiumrahmen verspannt, geklemmt oder verschraubt werden. Auf Knopfdruck der Fernbedienung fährt der Bild-Lift das Bild nach oben oder unten weg und gibt die Sicht auf das Fernsehgerät frei. Mache Hersteller fertigen im Sonderbau auch eine Kombination von Bild-Lift mit zusätzlicher TV-Ausschwenkung.

### TV-Schwenksystem

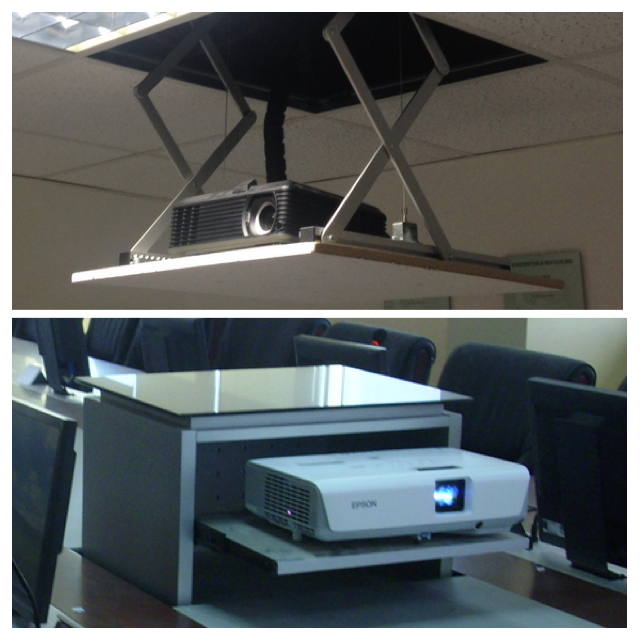
Beamer-Lift-Systeme

Das TV-Schwenksystem wird wie eine konventionelle Flachbildschirmwandhalterung einfach an der Wand oder in einen Schrank bzw. Möbel verschraubt. Je nach Montagerichtung kann das TV-Schwenksystem nach links oder nach rechts ausschwenken. Dadurch wird es möglich, aus unterschiedlichen, sich wechselnden Sichtwinkeln TV zu sehen. TV-Schwenksysteme können im Sonderbau unter anderem mit weiteren Geräten kombiniert werden, so dass eine unsichtbare TV-Installation erreicht werden kann. Einige Hersteller bieten zusätzlich noch die Programmierbarkeit der Ausschwenkwinkel auf das Grad genau an.

### Beamer- oder Projektor-Lift
Neben den TV-Lift-Systemen gibt es auch das artverwandte Beamer- oder Projektor-Lift-System. Bei diesen Beamer-Lift-Systemen gibt es zwei Gerätegruppierungen. Einmal gibt es den Beamer-Deckenlift, der einen Beamer aus einer Zwischendecke vertikal nach unten absenkt, und es gibt Beamer-Lifte für Tisch oder Möbelintegration. Letztgenannter verfährt den Beamer vertikal nach oben aus dem Möbel oder Tisch heraus. Der Aufbau beider Systeme ist meist aus Ultraleicht-Aluminium realisiert. Über Scheren oder spezielle Führungen wird in den meisten Anwendungsfällen eine stabile Geräteführung erreicht. Der Antrieb eines Beamer-Lift-Systems besteht oftmals aus einem Rohrmotor oder einem anderen Elektroantrieb, der eine Welle entsprechend bewegt. Über spezielle Gurte oder Ketten kann dann die untere Plattform, auf der ein Beamer steht, abgelassen werden. Beamer-Deckenlift-Systeme gibt es als Ultra-Flachversionen bis hin zu Stage-(Bühnen)-Beamer-Lift-Geräten mit einem Hub von 5 Metern und mehr sowie einer Tragfähigkeit von mehreren 100 kg.

## Deckelklappen

TV-Bild-Liftsystem

Wird der TV-Lift in ein Möbel, eine Raumdecke oder in eine Zwischenwand integriert, gibt es unterschiedliche Deckelklappenlösungen:
- Klappdeckel, der vom TV-Lift aufgedrückt wird
- Schwimmender Deckel, der mit dem TV zusammen ausfährt
- ein den TV verkleidendes Case bzw. Verhausung fährt komplett mit aus
- Automatische Lösung, Deckel wird geführt aufgedrückt und klappt auf bzw. ins Möbelinnere.

Letztere Lösung wird wegen der Mehrkosten hauptsächlich im Yachtbreich verwendet, da dort der Deckel wegen der Stampf- und Wankbewegungen der Yacht immer geführt sein muss. Es gibt jedoch auch Projekte an Land, in denen ausschließlich aus ästhetischen Gründen der Deckel elektrisch verfahren soll.

## Sicherheitsmaßnahmen
Einige TV-Liftsysteme können mit einer Kontaktleiste oder einer programmierbaren Antikollisionsüberwachung ausgerüstet werden. Letzteres ist bei autark verfahrenden Systemen zwingend notwendig. Hat der TV-Lift eine Totmannschaltung, dann stoppt das TV-Liftsystem, sobald der Bediener die Taste am Funkempfänger löslässt. Bei der Antikollisionsüberwachung wird der Verbrauchstrom gemessen. Steigt dieser kurzfristig rapide zu einem Peak an, stoppt die Kontrollbox und lässt den TV-Lift in die umgekehrte Richtung fahren, um das Hindernis wieder zu entklemmen.